# Békéscsaba
Békéscsaba (rumunsky Bichișciaba, slovensky Békešská Čaba, německy Tschabe) je město v jihovýchodní části Maďarska (okres Békéscsaba, župa Békés). Žije zde přibližně 54 tisíc obyvatel. Město je sídlem menšinové slovenské samosprávy v Maďarsku. Městem protéká vodní kanál Élővíz-csatorna a je zde také letiště Békés Airport (maďarsky Békéscsabai repülőtér). Město je známé svými gastronomickými specialitami a akcemi, jako například čabajské klobásy (dokonce i část -csaba v názvu města je společná s názvem klobás) a festivalu na ní založeném. Pravidelně se zde pořádal také nejnavštěvovanější pivní festival v Maďarsku, ten se však přesunul do Gyuly.

## Název
Název Békéscsaba se skládá ze dvou částí. Békés odkazuje na název místního regionu (v blízkosti Békescsaby se nachází také obec Békés). Původ tohoto slova je z maďarského výrazu pro klid/mír. Přípona -csaba je tureckého původu a odkazuje na oblíbené mužské jméno. Z maďarštiny byl název převzat do dalších jazyků, většinou fonetickým přepisem, nebo případnou další úpravou. Slovenský název v podobě Békešská Čaba je nicméně předmětem debaty, zda by měl být používán s první částí či bez ní, neboť u některých dalších slovenských exonym v oblasti Maďarska tomu tak není. Místní obyvatelé se ve slovenštině označují jako Čabänia/Čabän.

## Přírodní poměry

### Poloha a vodstvo

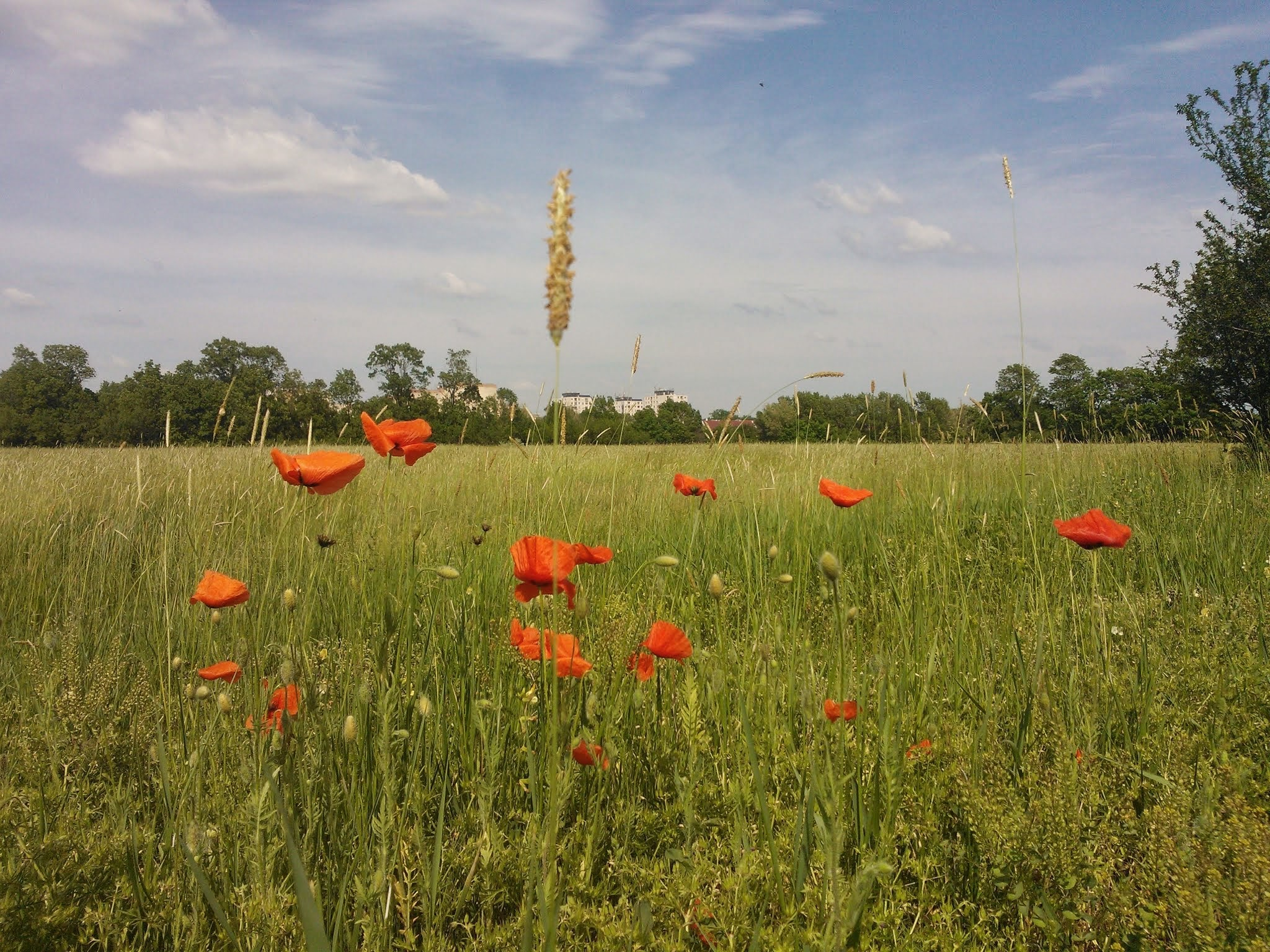
Květnatá louka v Békéscsabě.

Město se nachází v rovné krajině panonské nížiny. Státní hranice s Rumunskem je vzdálená cca 20 km (u obce Vărșand).
Békéscsabou vede kanál Élővíz-csatorna. Vlastní řeku Békéscsaba nemá, nejbližším větším vodním tokem je řeka Kriš, která teče cca 10 km severovýchodně od města. Dalším větším vodním tokem poblíž je řeka Maroš. Mezi oběma se Békéscsaba rozkládá. Průměrná nadmořská výška ve městě se pohybuje okolo 85–90 m n. m. Místní část Jamina je nejníže položenou. Město samotné má intravilán nápadně protáhlého tvaru.

### Klimatické poměry
Průměrná roční teplota se pohybuje kolem 11 stupňů Celsia, což z města činí jedno z nejteplejších míst v zemi. V lednu činí −1,6 °C, zatímco nejteplejší měsíc červenec má 22,6 °C. Nejnižší naměřená teplota zde dosahovala −29 °C, zatímco nejvyšší naměřená s hodnotou 41,7 °C z 22. srpna 2001 byla celomaďarským rekordem až do roku 2007. V průměru se vyskytuje 96 mrazových dnů, 28 zimních dnů (průměrná denní teplota pod 0 °C). Kvůli vlivu sedmihradského karpatského oblouku je počet slunečních hodin 1940 ročně, což je méně než celomaďarský průměr. Většinou zde vanou severovýchodní větry s průměrnou rychlostí 3 m/s. 

## Historie

### Středověk
Oblast dnešní Békéscsaby byla osídlená již od starověku a pozdní doby bronzové. Archeologický průzkum dohledal přítomnost körörské kultury. Nejdříve zde žili Keltové, potom Hunové a Avaři. Po obsazení Maďary zde bylo už několik vesnic. Obec Csaba je doložená poprvé z 30. let 14. století. Vlastníkem obce ve středověku byl rod Ábránfy. Ti zde také vybudoval i opevnění, které stálo nejspíše již v roce 1521 a které bylo postaveno v souvislosti s blížícím se tureckým nebezpečím. První zmínka o pevnosti pochází potom z roku 1529.
Když Osmanská říše dobyla tehdejší Uherské království, tehdejší osada nebyla významněji poničena. Podle tureckých defterů z poloviny 16. století zde stálo 29 domů. Z obce utekla řada lidí, došlo zde ale k reformaci a rozšířil se kalvinismus. V roce 1563 bylo napočítáno 99 rodin. Zánik Békéscsabě hrozil až v době, kdy Turci ustupovali na jih. Většina místních před válkou utekla a téměř nikdo nezůstal. Poprvé byla zničena v roce 1595. Znovu byla obec dobyta do křesťanských rukou Habsburky v roce 1693.

### Doba Rakouska-Uherska
Přestože v roce 1715 byla Békéscsaba označována jako opuštěné místo, již o několik let později o ní existují zápisy v berních dokumentech. V roce 1717 zde žilo již dvacet rodin. Nové město pravděpodobně založil János György Harruckern, který k tomu využil bojů proti Turkům, probíhajících v několika předcházejících letech. Noví obyvatelé přišli z oblastí dnešního středního Slovenska (například Gemer a Novohrad). Byli (většinou) Slováci a byli evangelického vyznání. Jednalo se o obdobný proces dosídlování, jako tomu bylo v případě i dalších oblastí bývalých jižních Uher, například ve Vojvodině apod. Harruckern pověřil šlechtice z regionu Turce Miklóse Thuróczyho realizací vzniku sídla.. I přesto byly podmínky života v rychle rostoucí Csabě velmi těžké. V letech 1738 až 1740 ji zasáhla epidemie moru, v roce 1755 část tehdejšího města zničil požár. Po epidemii moru sem přišla druhá kolonizační vlna, rovněž z oblasti dnešního Slovenska, nicméně nově příchozí byli katolického vyznání.
V roce 1778 byl postaven místní vodní kanál napájený z řeky Kriš, což umožnilo vysušit okolní močály a rozšířit rozlohu půdy, které bylo možné obdělávat. O jedenáct let později začala být pravidelně do města doručována také pošta. Existenci původního kanálu dokládají např. mapy prvního vojenského mapování, stejně jako močál, rozkládající se severně a východně od města.

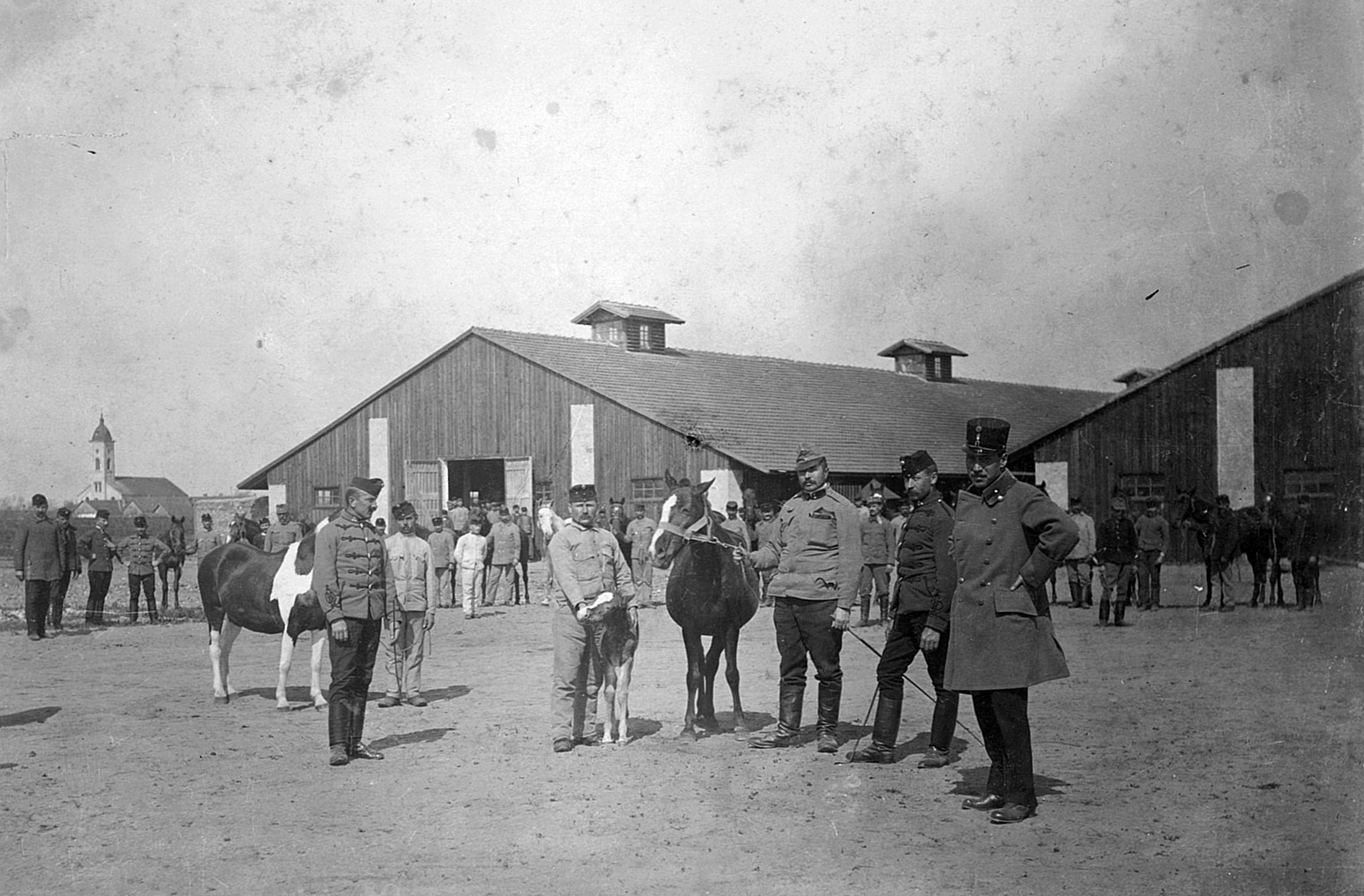
Jízda v Békéscsabě za 1. světové války.

Na počátku 19. století byl zbudován místní luteránský kostel. V roce 1841 byl postaven také řeckokatolický kostel. Místní židovská komunita si nechala zbudovat synagogu roku 1855.
Stejně jako v řadě dalších uherských měst i v Békéscsabě vypukla v létě 1831 epidemie cholery, které padlo za oběť nemalé množství místních obyvatel. Byli pohřbeni v lese Széchenyi liget. O tři roky později poničilo Békéscsabu zemětřesení, největší škody byly zaznamenány na místním luteránském kostele. Okolní domy byly postiženy méně; ve městě tehdy nestálo příliš mnoho vyšších domů. Roku 1841 bylo rozhodnuto o udělení statusu města s tržním právem (maďarsky mezőváros).
Do roku 1847 už byla Csaba jedním z dvaceti největších měst v Uhersku, přesto stále připomínala vesnici – ulice byly blátivé, domy přeplněné. Dramatický růst téměř z ničeho na úroveň dvacetitisícového města provázel jen slabý rozvoj infrastruktury. Ne nadarmo tak Elek Fényes označil město za největší vesnici Evropy. Parní mlýn (třetí v župě Békés) postavený v roce 1851 byl první vyšší stavbou ve městě.
V roce 1856 zde v rámci zalitavského sčítání lidu bylo zjištěno 26 tisíc obyvatel, z nichž 20 tisíc se hlásilo k slovenské národnosti. Město navštěvovali i někteří slovenští obrozenci, např. Ján Kollár.
Postupně nicméně byly budovány i vícepatrové stavby, které měnily toto sídlo na skutečné město evropského rázu. Roku 1853 vyrostl nový patrový obchodní dům (první ve městě) na Munkácsyho ulici. Ernő Sztraka nechal vypracovat urbanistický plán města. V druhé polovině 19. století vznikly také Széchenyho sady. V roce 1868 potom získalo město veřejné osvětlení. Rozvoj průmyslu vedl k myšlence, že by se Békéscsaba měla stát župním městem namísto Gyuly, nicméně v tomto směru zůstalo pouze u diskuze. Mezi oběma městy ale v této době panovala značná rivalita.
Železnici sem zavedli v roce 1858, vznikly tak nové továrny a domy. Jednalo se především o velké mlýny (např. István-malom, dokončen roku 1853), vznikla tu ale také velká cihelna (Jaminai). Okolo ní se začalo rozšiřovat malé sídlo, které nicméně bylo oddělené od původní Csaby. V roce 1887 byla na dnešním Kossuthově náměstí postavena artéská studna, která přispěla k zlepšení zdravotních podmínek ve městě. Přítomnost řady železničních tratí dokládají mapy druhého vojenského mapování, stejně jako ukazují vysušený močál a jeho rozparcelování mezi jednotlivé rolníky. Jižně od města ještě několik menších močálů nicméně existovalo (Borju-rét, Tehén-rét, Tavasz-rét), zanikly nejspíše až k počátku 20. století. Na místě prvního uvedeného vzniklo vojenské cvičiště.
Roku 1903 byla otevřena místní tiskárna (společnost Tevan), která zde působila pod touto značkou až do znárodnění v druhé polovině 40. let 20. století.
V roce 1891 zde vypukly potyčky mezi dělníky, žádajícími vyšší platy, lepší podmínky a levnější bydlení. Tyto nepokoje byly silou potlačeny. Po několika měsících se konaly soudní procesy se vzbouřenci a ve městě byla posílena vojenská posádka, aby se později takové nepokoje neopakovaly.
V roce 1911 byl v Békéscsabě při potyčce zastřelen Gábor Zsilinszky.
Na počátku 20. století byla městem vedena úzkorozchodná městská železniční trať, která spojila centrum Békéscsaby s nedalekým městem Békés. Trať vedla samotným středem města, např. po Andrássy ut (dnes zde je pěší zóna).

### Meziválečná doba
Během první světové války byla řada místních nasazena na východní frontě a dále na frontě italské. Řada místních v bojích padla; z města pocházel 101. pěší pluk. Po skončení konfliktu následovalo (stejně jako v celém nově zmenšeném Maďarsku) období nestability. V letech 1919 a 1920 byla Békéscsaba obsazena rumunským vojskem. Protože Maďaři ztratili po smlouvách z Trianonu a Saint-Germainu Arad a Nagyvárad, pro celou tuto oblast význam města vzrostl. Nové hranice ale způsobily pro Békéscsabu pohromu také z dopravního hlediska, neboť některé železniční tratě do dalších významných měst zmenšeného Maďarska procházely přes území cizích států (např. přes Rumunsko). V meziválečném období bylo sužováno chudobou, nezaměstnaností a v roce 1925 ho poničila i povodeň. Místní průmysl nicméně dokázal nelehké období ustát.

### Druhá světová válka a období MLR

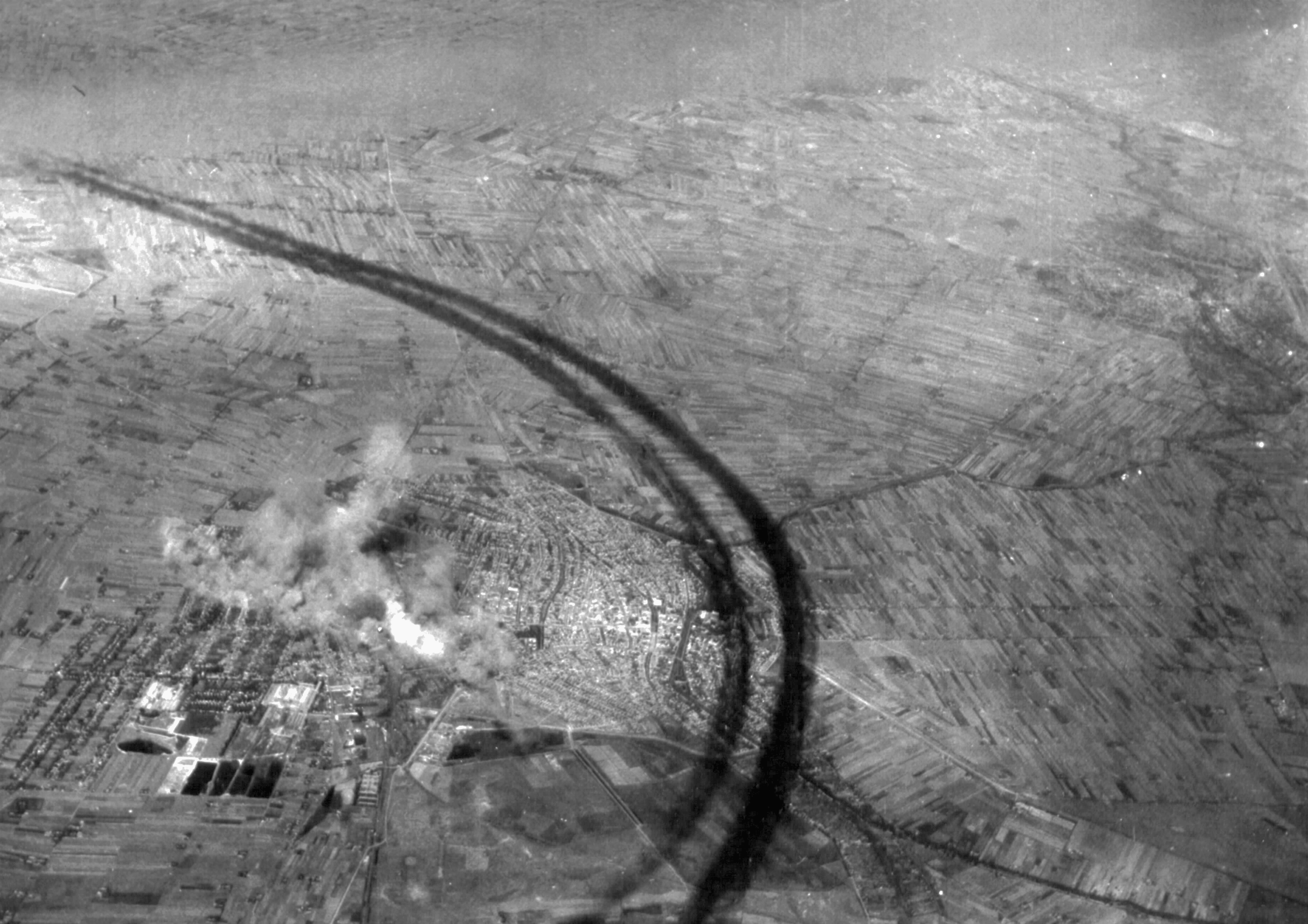
Město po bombardování za druhé světové války.

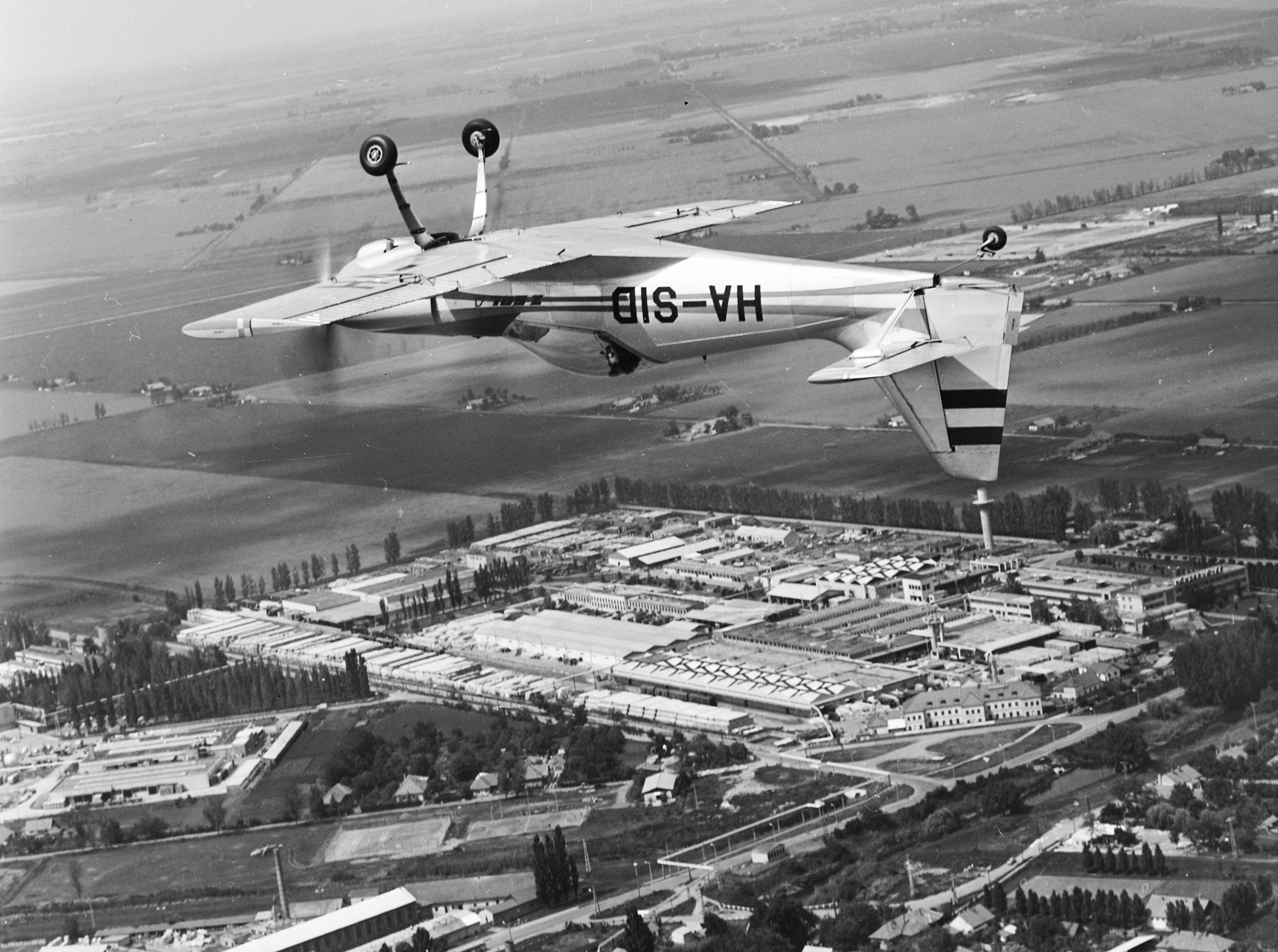
Letoun nad místní konzervárnou.

V době německé okupace byli místní Židé poslání do koncentračního tábora v Osvětimi, celkem 3000 lidí. Dne 21. září 1944 bombardovalo spojenecké letectvo klíčové objekty ve městě, především místní železniční uzel. Při náletech zahynulo okolo stovky lidí. Rudá armáda město obsadila 6. října 1944. Z města bylo také po válce odsunuto několik stovek Němců. Další populační změna se uskutečnila v roce 1947, kdy došlo k výměně obyvatelstva s Československem (v okolí Békéscsaby bylo silné slovenské osídlení). Na místo nich byli dosídleni někteří Maďaři z jižního Slovenska (z Komárna, Lučence a Nových Zámků). Přes tyto veškeré změny však počet obyvatel poklesl; zatímco v roce 1941 žilo v Békéscsabě přes padesát tisíc osob, v roce 1949 to bylo jen 44 000 lidí. Správní reformou v roce 1950 se město stalo v souvislosti s rozsáhlou reformou regionální správy na úrovni celého Maďarska sídlem župy na úkor nedaleké Gyuly.
V roce 1956 zde došlo při sovětské okupaci Maďarska k několika přestřelkám, které si vyžádaly mrtvé na obou stranách. Místem odporu byly místná radnice a základní škola v Petőfiho ulici. Zahynulo několik sovětských vojáků, dva policisté a jeden civilista. Události dnes připomíná pamětní deska.
Po vzniku socialistického Maďarska se stalo centrem potravinářského průmyslu. Nestalo se tomu ale tak hned. V rámci poválečné obnovy byl budován v Maďarsku (stejně jako v jiných zemích tzv. východního bloku) především těžký průmysl. Békéscsaba však byla rozsáhleji industrializována až v závěru 60. let 20. století, postavena byla např. místní konzervárna. Za dvacet pět let se počet obyvatel zvýšil ze 42 000 na 65 000 a bytovou nouzi vyplývající z nárůstu obyvatel z velké části uspokojila panelová výstavba. Sídliště byla realizována v prostoru poblíž hlavního nádraží, jako např. Kazinczy lakótelep. Od šedesátých let začala plánovaná industrializace a rozvíjel se také drůbežářský a polygrafický průmysl. Dále byla zřízena továrna na obráběcí stroje, továrna na ozubení a výtahy, konzervárna a chladírna. Tehdy vznikla firma Kner Nyomda, a to sloučením několika malých závodů. 
Došlo i k dopravním změnám; roku 1968 byla schválena nová dopravní koncepce, která předpokládala zrušení úzkorozchodné městské trati a zavedení autobusových linek.
V roce 1989 a po následujících politických změnách se průmysl ocitl v krizi, neboť přílišná orientace na země východního bloku a především na Sovětský svaz se ukázala být neudržitelnou. Místní konzervárna uzavřela své brány v roce 1999 a drůbežárna zkrachovala v roce 2006, propustila velký počet zaměstnanců. Mimo jiné zde za socialismu existovaly i závody textilního a stavebního průmyslu.
Roku 1991 byl městu správní reformou vrácen statut regionálního centra, hlavního města své župy. Diskutovalo se také o možnosti jejího přemístění zpět do Gyuly, ale to se neuskutečnilo.
V současné době je město je především známé kulinářským mezinárodním Klobásovým festivalem v Békéscsabě, který se zde každoročně pořádá.
Roku 2001 zde byl otevřen obchodní dům s názvem Csaba Center a v roce 2023 nová tržnice.

## Administrativní dělení
Město Békéscsaba se dělí celkem na 13 místních částí, řada z nich jsou bývalé vesnice, které byly připojeny k městu. Z administrativního hlediska je město rozděleno na 6 obvodů, a to: Staré město (maďarsky Belváros), Erzsébethely, Fényes, Gerla, Lencsési lakótelep a Mezőmegyer.

## Obyvatelstvo

### Počet obyvatel a národnostní struktura
Podle sčítání lidu v roce 2001 žilo ve městě 67 968 obyvatel, z toho 65 944 respondentů uvedlo svoji národnost. 63 782 z nich jako maďarskou, 287 se deklarovalo jako Romové. 4 078 lidí se přihlásilo ke slovenské národnosti, 425 k Němcům a 293 k Rumunům. Historicky bylo město etnicky více rozmanité, především před druhou světovou válkou zde byla více zastoupena německá a slovenská národnost. Slováci se částečně vystěhovali do dřívějšího Československa, částečně se pomaďarštili.[zdroj?] Mluvený slovenský jazyk v této oblasti do jisté míry odpovídá slovenštině 19. století.

### Náboženské poměry
Dle sčítání lidu z roku 2011 se 17,2 % obyvatel identifikovalo s Římskokatolickou církví, 12, % obyvatel potom s luteránstvím. 27 % odmítlo uvést a 33 % se deklarovalo bez náboženské příslušnosti. Náboženská příslušnost k jednotlivým církvím pozvolna klesá; ještě po druhé světové válce se k luteránství hlásilo přes polovinu a k římskokatolické církvi téměř třetina místních.

## Zeleň a životní prostředí

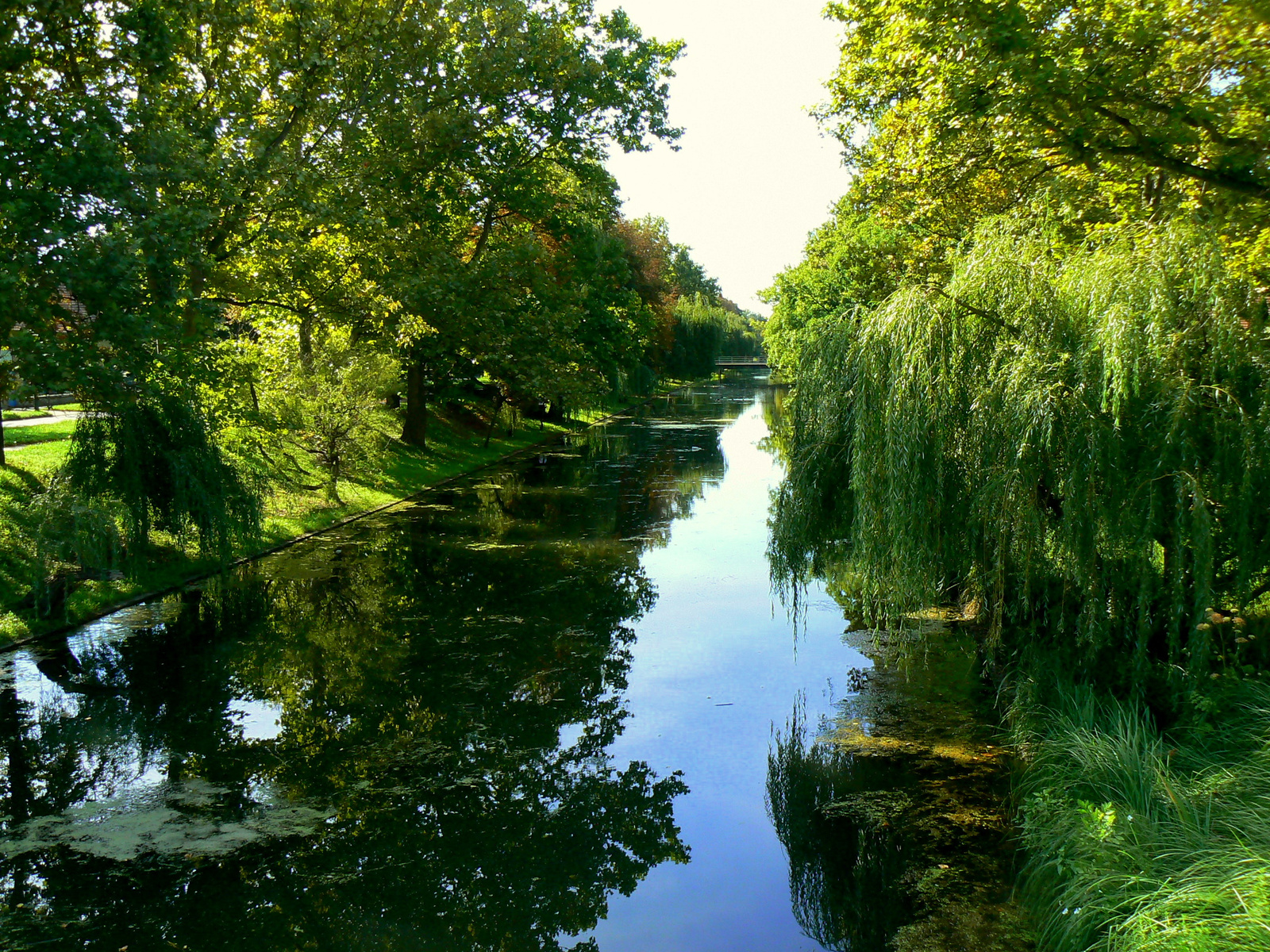
Zeleň v Széchenyiho sadech.

Ve městě stojí několik parků. Na východním okraji města leží lesopark (maďarsky parkerdő), nedaleko od areálu muzea klobásy. V centru města jsou oblíbeným parkem Széchenyiho sady (maďarsky Széchenyi liget).
Okolo Békéscsaby se nachází zatopené pískovny, které jsou oblíbené mezi rybáři nebo jen pro rekreaci.

## Kultura

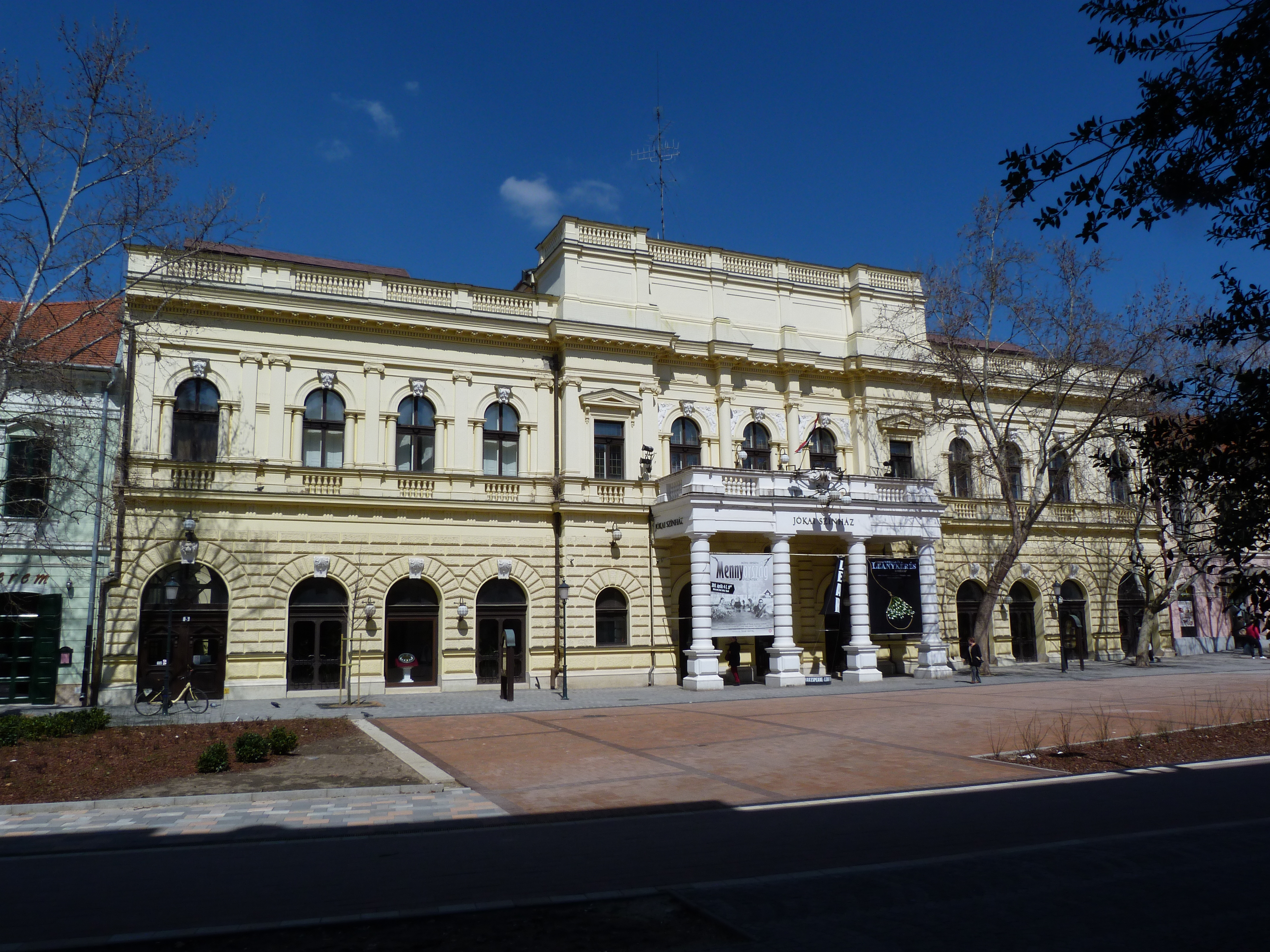
Jókaiovo divadlo.

V Békéscsabě sídlí Jókaiovo divadlo. Je umístěno v nápadné neoklasicistní budově z 19. století.
Stojí zde také muzeum, které je věnované dílu maďarského malíře Mihály Munkácsyho a kulturní dům, který nese jméno Jánose Arányho. Na okraji města je i muzeum věnované místním klobásám. V roce 2013 zde bylo otevřeno kultruní centrum Csabagyöngye.
Největší knihovnou v Békéscsabě je župní knihovna. Sídlí v rozsáhlé budově dokončené roku 1985.
Své kulturní instituce zde má i slovenská národnostní menšina, např. slovenský vesnický dům, resp. Dům slovenské kultury. V meziválečném období zde vycházel slovenský Čabianský kalendár.

## Školství
Békéscsaba se díky své poloze postupně rozvinula do podoby regionálního vzdělávacího centra, a to především v prvních dvou dekádách 21. století. 30-40 % místních středoškolských studentů do Békéscsaby dojíždějí. Nachází se zde dále 13 základních škol, 14 škol středních (nebo gymnázií) a od roku 1986 vysoká škola, která je v současnosti obchodní fakultou Univerzity Sámuela Tessedika.

## Doprava

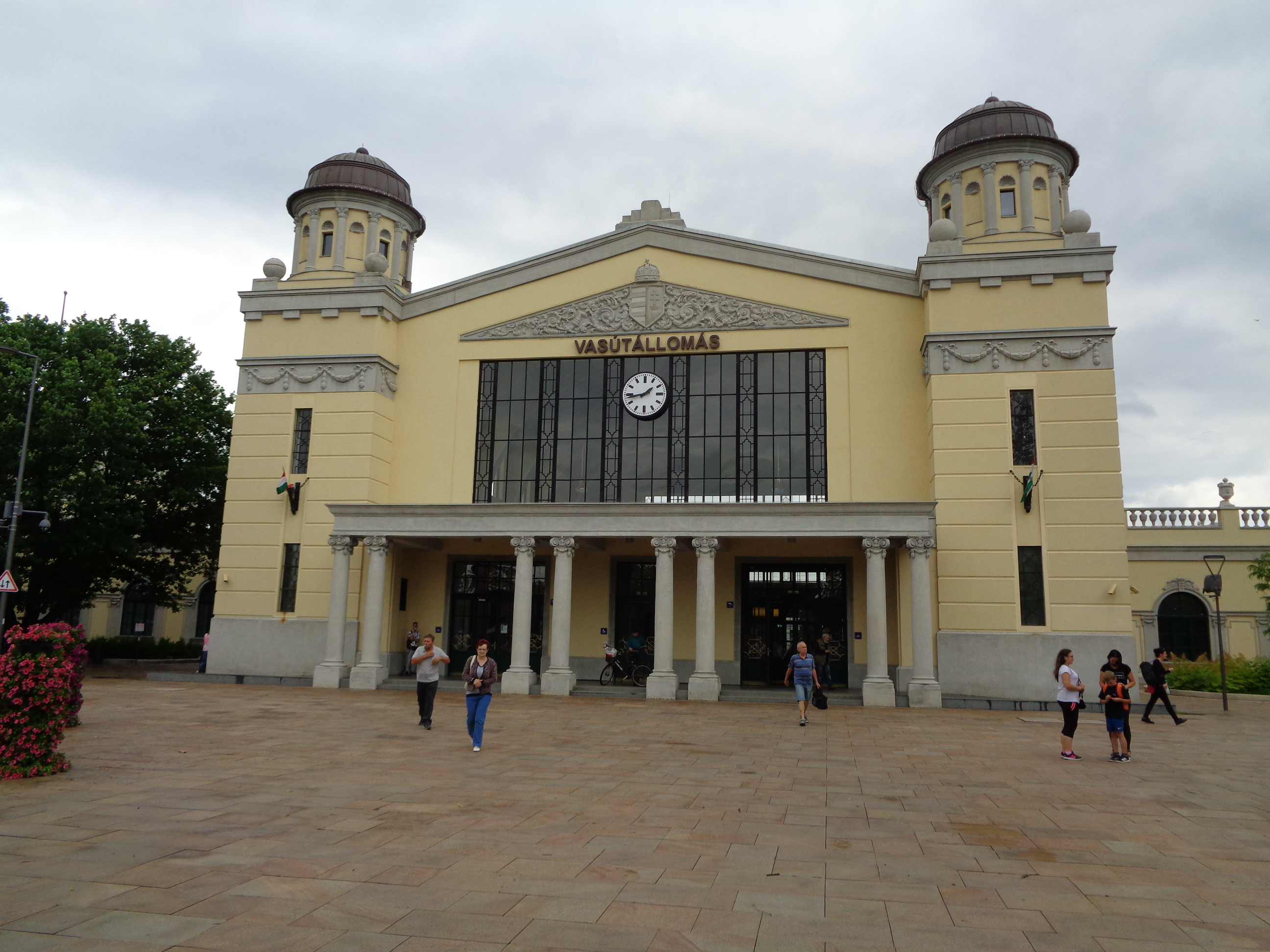
Budova nádraží.

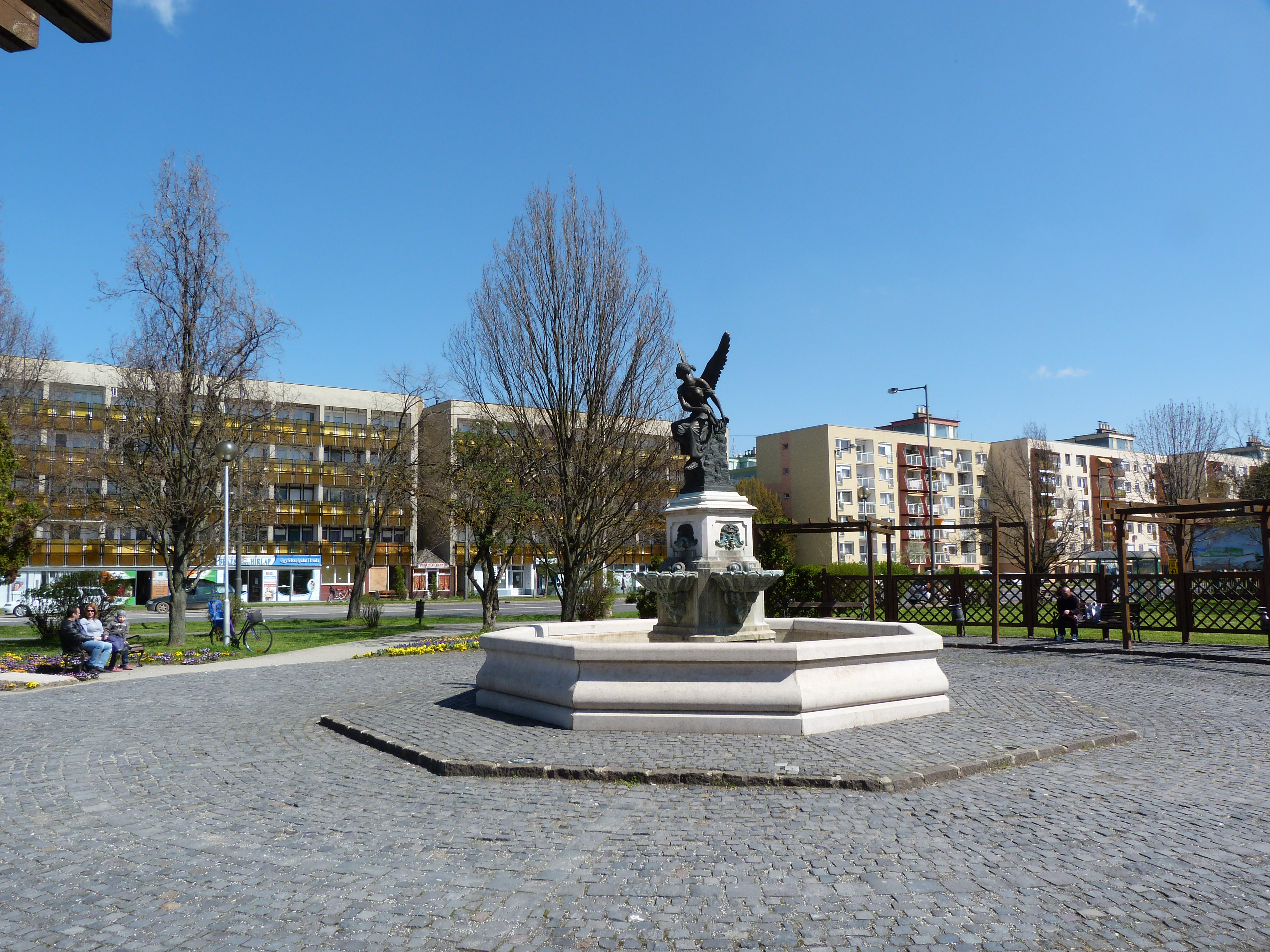
Kašna a panelové domy.

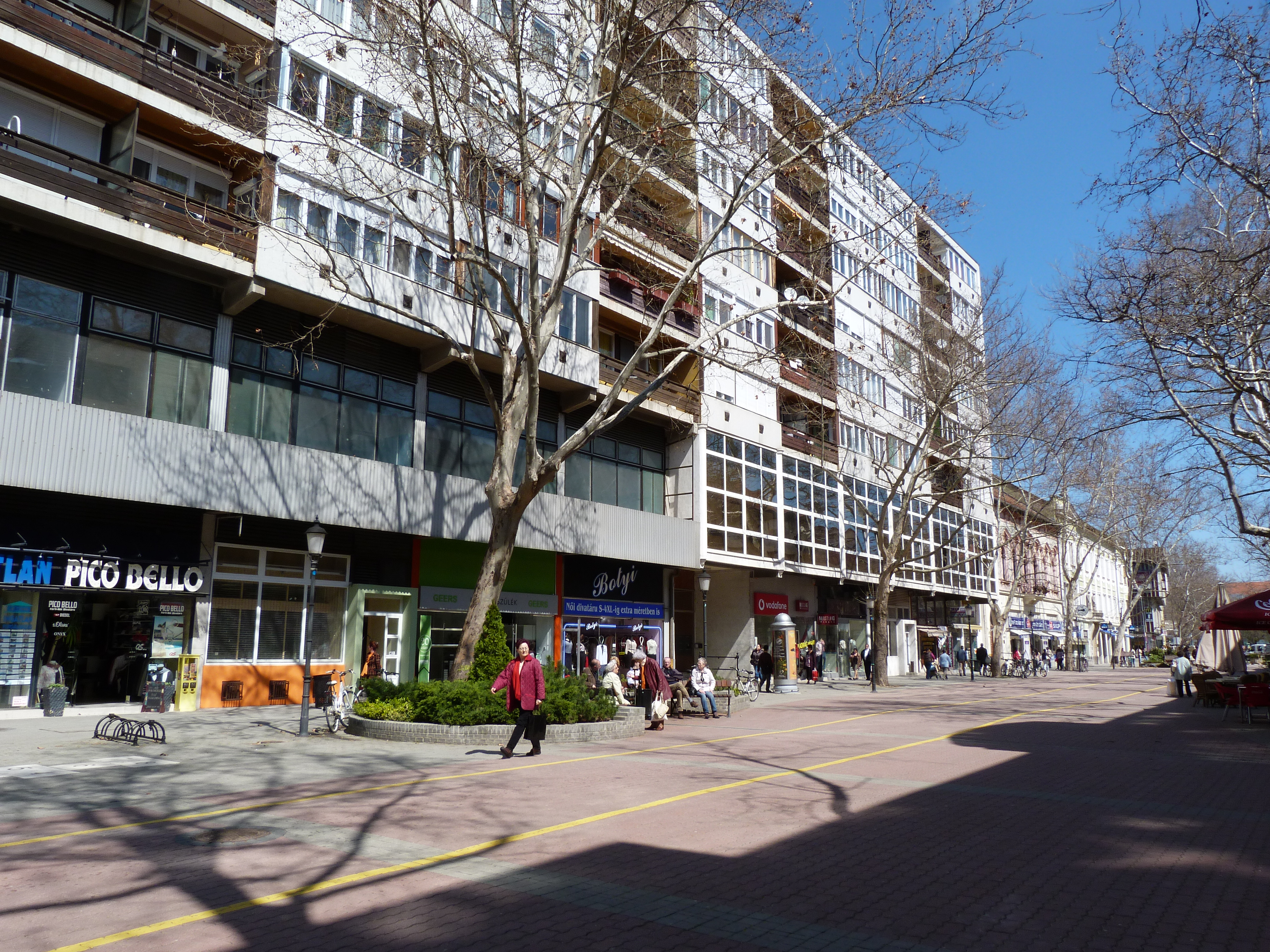
Pěší zóna ve městě.

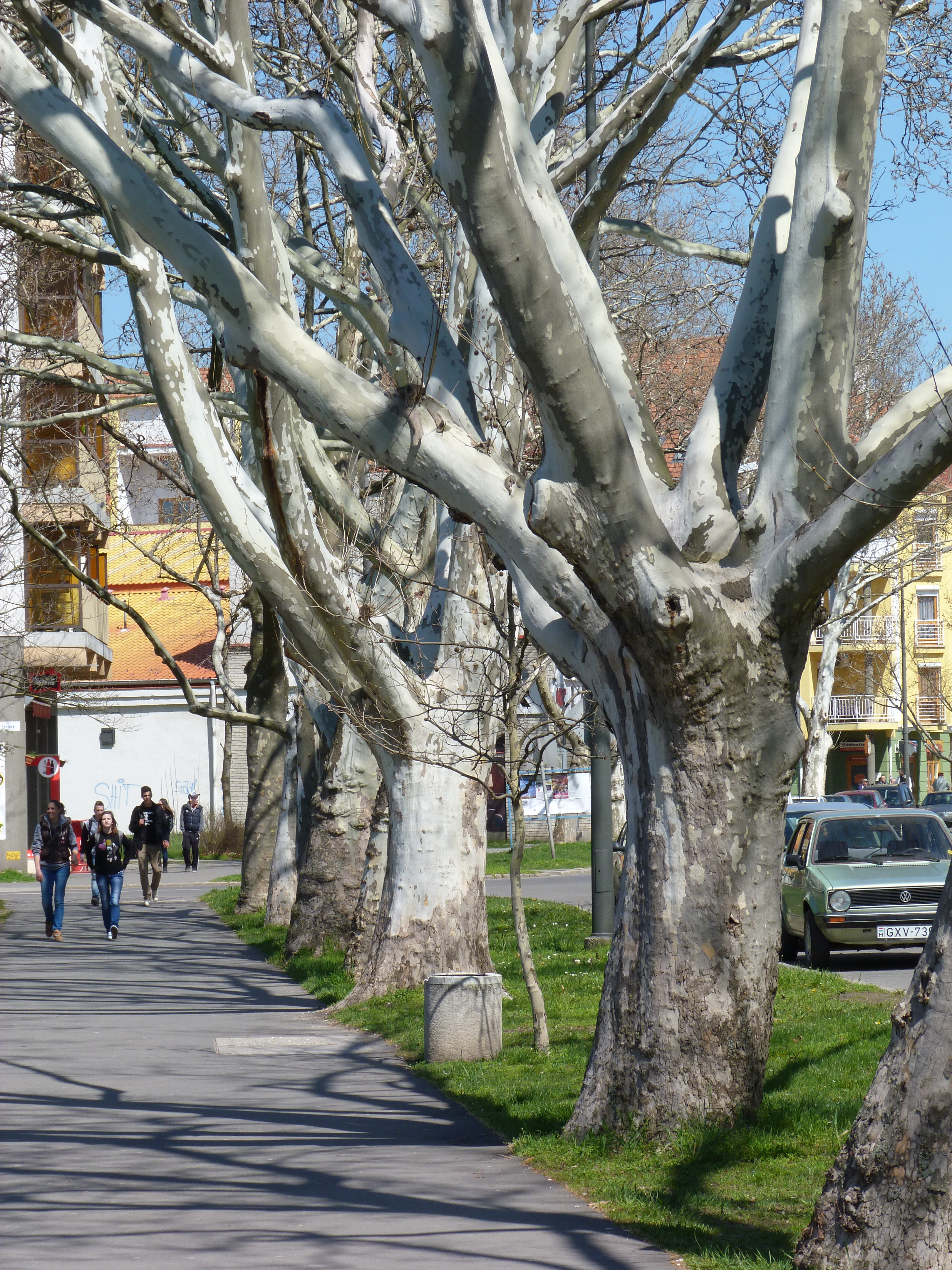
Platanová alej.

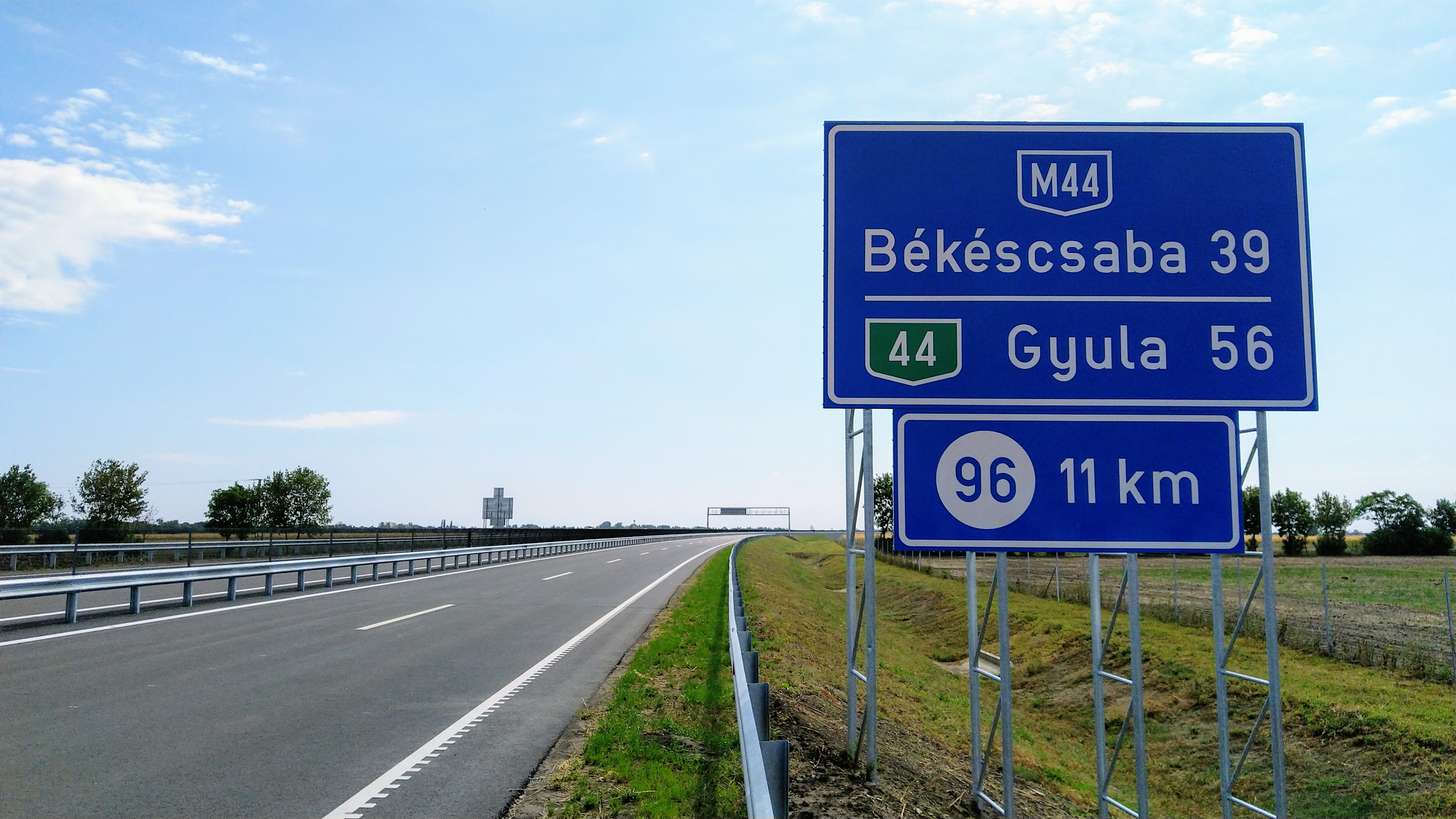
Dálnice M44 u Békéscsaby.

### Silniční doprava
Město je významnou křižovatkou jihovýchodního Maďarska. Do Békescsaby směřuje dálnice M44, které po svém dokončení spojí hlavní tranzitní dopravní tahy z Rumunska přes město až k dálnici M5, která zajišťuje spojení s Budapeští a Suboticí. Békéscsaby dosáhla dvěma úseky v letech 2020 a 2021, celkově vzato však město je posledním regionálním centrem v Maďarsku, které bylo napojeno na síť dálnic. Severní silniční okruh města je postaven jako poloviční profil uvedené dálnice.
Kříží se zde také významné silnice celostátního významu a to, č. 44 a 47. Dříve procházely samotným centrem města, později byl ze severní strany zbudován silniční obchvat. Některé tahy nicméně i nadále vedou středem města.

### Železniční doprava
Město je rovněž i důležitou železniční křižovatkou pro jihovýchodní část Maďarska. Vedou odsud celkem koleje do čtyřech směrů; na jih (do Rumunského Curtici a do Aradu), na východ (do města Salonta rovněž v Rumunsku), dále na sever (do Szolnoku) a na západ (do Szegedu). Hlavní trať (č. 120) prochází ze Szolnoku směrem na Arad do Rumunska) Békéscsaba má jedno velké nádraží, umístěné západně od středu města. Rekonstruováno bylo v letech 2013 až 2015. Je doplněno rovněž i nádražím autobusovým.

### Městská doprava
Městskou dopravu zajišťují autobusy. Dříve mělo město úzkorozchodnou městskou dráhu (nikoliv však tramvajovou). V Békéscsabě je také rozsáhlá síť cyklostezek.

## Sport
V roce 2002 se zde konalo 11. mistrovství Evropy v plachtění, kde se mistry Evropy stali dva čeští piloti Petr Krejčiřík a Tomáš Suchánek. Město ze svého rozpočtu vydává 2 % ročně na podporu sportu a sportovních aktivit a v roce 2001 získalo ocenění Národní město sportu. Fotbalový tým Békéscsaba 1912 Előre hrál nějakou dobu v první maďarské fotbalové lize.
Sportovní kruhová hala (maďarsky Városi Sportcsarnok) se nachází na východním okraji města, při ulici Gyulai ut. Fotbalový stadion se nachází na Nemocniční ulici (maďarsky Kórház utca) a má kapacitu 4900 diváků.
Ve městě stojí rovněž Arpádovy lázně.

## Zdravotnictví
Ve městě se nachází Župní nemocnice.

## Partnerská města
- Beiuș, Rumunsko
- Odorheiu Secuiesc, Rumunsko
- Salonta, Rumunsko
- Mikkeli, Finsko
- Tarnovské Hory, Polsko
- Trenčín, Slovensko
- Krompachy, Slovensko
- Užhorod, Ukrajina
- Lutherstadt Wittenberg, Německo
- Zrenjanin, Srbsko[14]

## Významní rodáci a obyvatelé
- Gábor Miklya (* 1971), sochař
- András L. Áchim (1871–1911), politik
- Leslie Chabay (1907–1989), operní a koncertní zpěvák
- Alex Crisovan (1919–2012), sportovní novinář, autor a úředník
- Ottó Boros (1929–1988), hráč vodního póla, dvojnásobný olympijský vítěz
- Károly Klimó (* 1936), malíř a grafik
- Imre Simkó (1939–2021), střelec
- László Vidovszky (* 1944), hudební skladatel
- Mihály Gubis (1948–2006), hudebník, malíř a sochař
- Bence Szabó (* 1962), šermíř, dvojnásobný olympijský vítěz
- Csaba Kiss (* 1963), hráč badmintonu
- Dalma Iványi (* 1976), basketbalistka
- Orsolya Tóth (* 1981), herečka
- Viktor Erdős (* 1987), šachista
- Enikő Mihalik (* 1987), model
- Balázs Baji (* 1989), překážkář
- Gábor Ancsin (* 1990), házenkář
- Imre Balog (* 1991), šachista
- András Achim (1871–1911), farmář a zakladatel socialistické strany[15]